# Giorgos Athanasiadis-Novas
Giorgos Athanasiadis-Novas (griechisch Γιώργος Αθανασιάδης-Νόβας, * 9. Februar 1893 in Nafpaktos; † 10. August 1987 in Athen) war ein griechischer Schriftsteller, Politiker und ehemaliger Ministerpräsident.

## Politische Laufbahn

### Metaxas-Diktatur und Exil
Nach dem Studium der Rechtswissenschaften und einer Tätigkeit als Rechtsanwalt begann Athanasiadis-Novas seine politische Laufbahn 1926 mit der Wahl zum Abgeordneten der Nationalversammlung (Voulí ton Ellínon). Während der Diktatur von Ioannis Metaxas lebte er von 1936 bis 1941 im Exil. Nach einer vierjährigen Rückkehr nach Griechenland ging er von 1945 bis 1949 nach der Zerstörung seines Hauses durch Kommunisten erneut ins Exil.

### Aufstieg zum Ministerpräsidenten
1949 trat er der Liberalen Partei bei und war für diese von August 1950 bis November 1951 zunächst Erziehungsminister im dritten Kabinett von Sophoklis Venizelos. Anschließend war er November 1951 bis Oktober 1952 Industrieminister und Minister im Amt des Ministerpräsidenten im dritten Kabinett von Nikolaos Plastiras. Nach dem Zusammenschluss der Liberalen Partei 1961 mit der Enosis Kendrou (Zentrumsunion, EK) von Georgios Papandreou trat auch er der EK bei. Als Papandreou im Februar 1964 zum dritten Mal Ministerpräsident wurde, wurde er Präsident der Nationalversammlung.
Als Papandreou am 15. Juli 1965 aufgrund von Meinungsverschiedenheiten mit König Konstantin II. zurücktreten musste, versuchte sich Athanasiadis-Novas mit der Bildung einer Regierung. Allerdings gelang es ihm nicht eine regierungsfähige Mehrheit in der Nationalversammlung zu finden, so dass er bereits am 20. August 1965 als Ministerpräsident zurücktreten musste. Anschließend war er bis Dezember 1966 Stellvertretender Ministerpräsident in den Kabinetten von Ilias Tsirimokos und Stephanos Stephanopoulos.

### Militärdiktatur und Rückkehr zur Demokratie
Nach dem Obristenputsch durch Oberst Giorgos Papadopoulos am 21. April 1967 wurde er während der Zeit der bis 1974 andauernden Militärdiktatur mit einem Verbot der politischen Betätigung belegt. Im Juli 1974 war er einer der Politiker, die das Ende der Militärdiktatur sowie die Ernennung von Konstantinos Karamanlis zum Ministerpräsidenten verhandelten.

## Schriftsteller
Neben seiner politischen Tätigkeit war er auch als Schriftsteller tätig. Unter dem Pseudonym Giorgos Athanas veröffentlichte er sieben Gedichtbände, zwei Bücher mit Kurzgeschichten und einen Roman. Seine Gedichte wurden zum Teil vom griechischen Komponisten Giorgos Kasassoglou (1908–1984) in Lieder vertont.
Für seine Verdienste um die Neugriechische Literatur wurde er 1955 zum Mitglied der Akademie der Wissenschaften, Geisteswissenschaften und Schönen Künste von Athen ernannt, deren Präsident er 1965 war.

## Biographische Quellen und Hintergrundinformationen
- Biographie in rulers.org

| Vorgänger           | Amt                                   | Nachfolger       |
| ------------------- | ------------------------------------- | ---------------- |
| Georgios Papandreou | Premierminister von Griechenland 1965 | Ilias Tsirimokos |

| Personendaten    | Personendaten                                              |
| ---------------- | ---------------------------------------------------------- |
| NAME             | Athanasiadis-Novas, Giorgos                                |
| ALTERNATIVNAMEN  | Giorgos Athanas; Γεώργιος Αθανασιάδης - Νόβας (griechisch) |
| KURZBESCHREIBUNG | griechischer Politiker und Ministerpräsident               |
| GEBURTSDATUM     | 9. Februar 1893                                            |
| GEBURTSORT       | Nafpaktos                                                  |
| STERBEDATUM      | 10. August 1987                                            |
| STERBEORT        | Athen                                                      |